# Универзитет у Канбери
Универзитет у Канбери (енгл. University of Canberra), основан 1990. године, је Аустралијски универзитет смештен у Канбери, главном граду Аустралије. Други је по величини универзитет у Канбери. Универзитет је један од девет универзитета акредитованих од стране аустралијске владе у 2006. за високо образовање и подучавање.

## Историја
Универзитет у Канбери основан је 1967. као Канбера колеџ за више образовање. Акредитацију универзитета добија 1. јануара 1990. следећи Девкинсову реформу.

## Кампус
Универзитет Канбере (УК) простире се на 120 хектара. Смештен је у Брусу, удаљен десет минута од центра кампус универзитета обухвата неколико студенских сервиса (UniGardens), библиотека и пешачку зону.